# Оконкво, Артур
Артур Чуквуезуго Оконкво (англ. Arthur Chukwuezugo Okonkwo; 9 сентября 2001, Камден, Лондон, Англия) — английский футболист, вратарь валлийского клуба «Рексем».

## Клубная карьера
С ранних лет начал заниматься футболом в родном Лондоне. В 2009 году присоединился к академии «Арсенала». В возрасте 15 лет дебютировал за юношескую команду «Арсенала» (до 18 лет), а в 17 лет — за «молодёжку». В ответном матче 1/8 финала Лиги Европы 2020/21 с «Олимпиакосом», а также обеих играх полуфинала с «Вильярреалом», находился на скамейке запасных «Арсенала». В начале июля 2021 года подписал новый контракт с «канонирами». 13 июля того же года дебютировал за «основу» в товарищеском матче с «Хибернианом». В сезоне 2021/22 попадал в заявку в нескольких матчах АПЛ.
29 июля 2022 года перешёл в «Кру Александра» на правах аренды до конца сезона 2022/23. На следующий день дебютировал в составе команды в игре первого тура чемпионата против «Рочдейла» (2:1). Проведя за «железнодорожников» 26 матчей, в десяти из которых сыграл «на ноль», 15 января 2023 года был отозван из аренды, а уже 16 января был отправлен до конца сезона в «Штурм». Дебютировал в австрийской Бундеслиге 10 февраля, в домашнем матче против «Рапида» (1:0), а 30 апреля, так же в игре против венского клуба, вместе со «Штурмом» одержал победу в Кубке Австрии (2:0).
1 сентября 2023 года он присоединился к «Рексему» на правах аренды до конца сезона. 5 сентября Артур дебютировал за клуб в матче против «молодёжки» «Ньюкасла» в рамках Трофея АФЛ, в котором «Рексем» одержал победу со счётом 1:0. 30 сентября 2023 года, дебютировал за клуб в лиге — дома против своего бывшего клуба «Кру Александра» (3:3). За сезон в валлийском клубе он принял участие в 40 матчах во всех соревнованиях и 16 раз сыграл «на ноль», а команда поднялась в Лигу 1. 30 июня 2024 года контракт с «Арсеналом» подошёл к концу и Артур на правах свободного агента перешёл в «Рексем» на постоянной основе, заключив трёхлетний контракт.

## В сборной
Выступал за сборные Англии до 16, до 17 и до 18 лет. Имеет право выступать за национальную команду Нигерии.

## Личная жизнь
Родился в Лондоне, в семье нигерийцев-игбо. Младший брат — Брайан (род. 2005) — так же футболист, воспитанник «Арсенала», покинувший команду 1 июля 2025 года по истечении срока контракта.

## Достижения
«Штурм»
- Обладатель Кубка Австрии: 2022/23

«Рексем»
- Серебряный призёр Лиги 2: 2023/24
- Серебряный призёр Лиги 1: 2024/25

Личные
- Команда сезона Лиги 2: 2023/24[12]